# Якобссон, Вальтер
Ва́льтер А́ндреас Я́кобссон (фин. и швед. Walter Andreas Jakobsson); 6 февраля 1882 года (Гельсингфорс, Российская империя) — 10 июня 1957 года (Цюрих, Швейцария) — российский, впоследствии финский фигурист. Олимпийский чемпион 1920 года и трёхкратный чемпион мира в парном катании вместе с женой Людовикой Якобссон-Эйлерс. С 1910 по 1914 годы представлял Великое княжество Финляндское которое в то время входило в состав Российской империи. Первый чемпион мира по фигурному катанию (1911) из России.
Вальтер и Людовика поженились в 1911 году.
Также Вальтер Якобссон был фотографом-любителем и состоял в «Fotografiamatörklubben i Helsingfors» (Хельсинкский клуб любителей фотографии), специализировался на тёмных городских пейзажах со специальными световыми эффектами, как например дождь и туман. По профессии Вальтер Якобссон был инженером.
Был судьёй в фигурном катании. Судил на III Олимпийских играх соревнования мужчин, женщин и пар. На следующих Играх также судил соревнования мужчин, а у женщин был главным судьёй.

## Спортивные достижения

### В парном катании
(в паре с Людовикой Эйлерс-Якобссон)
| Соревнования / Сезон      | 1910 | 1911 | 1912 | 1913 | 1914 | 1919 | 1920 | 1921 | 1922 | 1923 | 1924 | 1928 |
| Зимние Олимпийские игры   |      |      |      |      |      |      | 1    |      |      |      | 2    | 5    |
| Чемпионаты мира           | 2    | 1    | 2    | 2    | 1    |      |      |      | 2    | 1    |      |      |
| Чемпионаты Северных стран |      |      |      |      |      | 1    | 1    | 1    |      |      |      |      |
| Чемпионаты Финляндии      |      | 1    |      |      |      |      |      | 1    |      |      |      | 1    |

### В одиночном катании
| Соревнования / Сезон | 1908 | 1910 | 1911 | 1915 |
| Чемпионаты Финляндии | 2    | 1    | 1    | 2    |